# Apparition mariale de Pontmain
L'apparition mariale de Pontmain est le vocable sous lequel est appelée l'apparition de la Vierge Marie qui serait survenue le 17 janvier 1871 dans le petit village de Pontmain, dans le diocèse de Laval, en Mayenne. Sept enfants au total ont déclaré avoir vu « une belle dame », mais seuls les trois plus âgés seront reconnus officiellement par l’Église lors de la reconnaissance officielle de l'apparition. L'apparition débute vers 18 h et va durer environ trois heures. Elle regroupe progressivement les habitants du village, qui ne voient rien, sauf quelques enfants qui décrivent les évolutions de la vision au cours du temps, et au rythme des prières de l'assemblée. Dès le lendemain, le curé du village interroge les enfants et note un premier récit avant d'en informer l'évêque. Très vite une enquête canonique est ouverte. Un an plus tard, le 2 février 1872, Casimir Wicart reconnaît officiellement l'apparition de la Vierge de Pontmain et autorise sa dévotion.
En 1918, le nouvel évêque, Eugène Grellier, voulant faire établir une messe et un office spécifique par le Vatican, se trouve contraint d'ouvrir un second procès canonique car le service des archives du diocèse annonce la perte du dossier établi par son prédécesseur. Le nouveau procès complété en 1920 réitère la reconnaissance de l'apparition mariale, mais à trois voyants uniquement car l'un d'eux (Jeanne-Marie Lebossé) s'est rétracté entretemps. Cette rétractation restera confidentielle, jusqu'à la publication d'un récit complet des événements dans les années 1970. Le dossier perdu du premier procès canonique est retrouvé par hasard quelques décennies plus tard, à l'occasion de travaux dans les archives.
La dévotion à Notre-Dame de Pontmain se répand très rapidement, avant même la reconnaissance officielle par l'Église catholique. Des pèlerins se rendent sur les lieux de toute la France et de l'étranger (on en compte aujourd'hui 300 000 par an). Cette dévotion s'est répandue dans le monde entier.

## Historique

### Le contexte

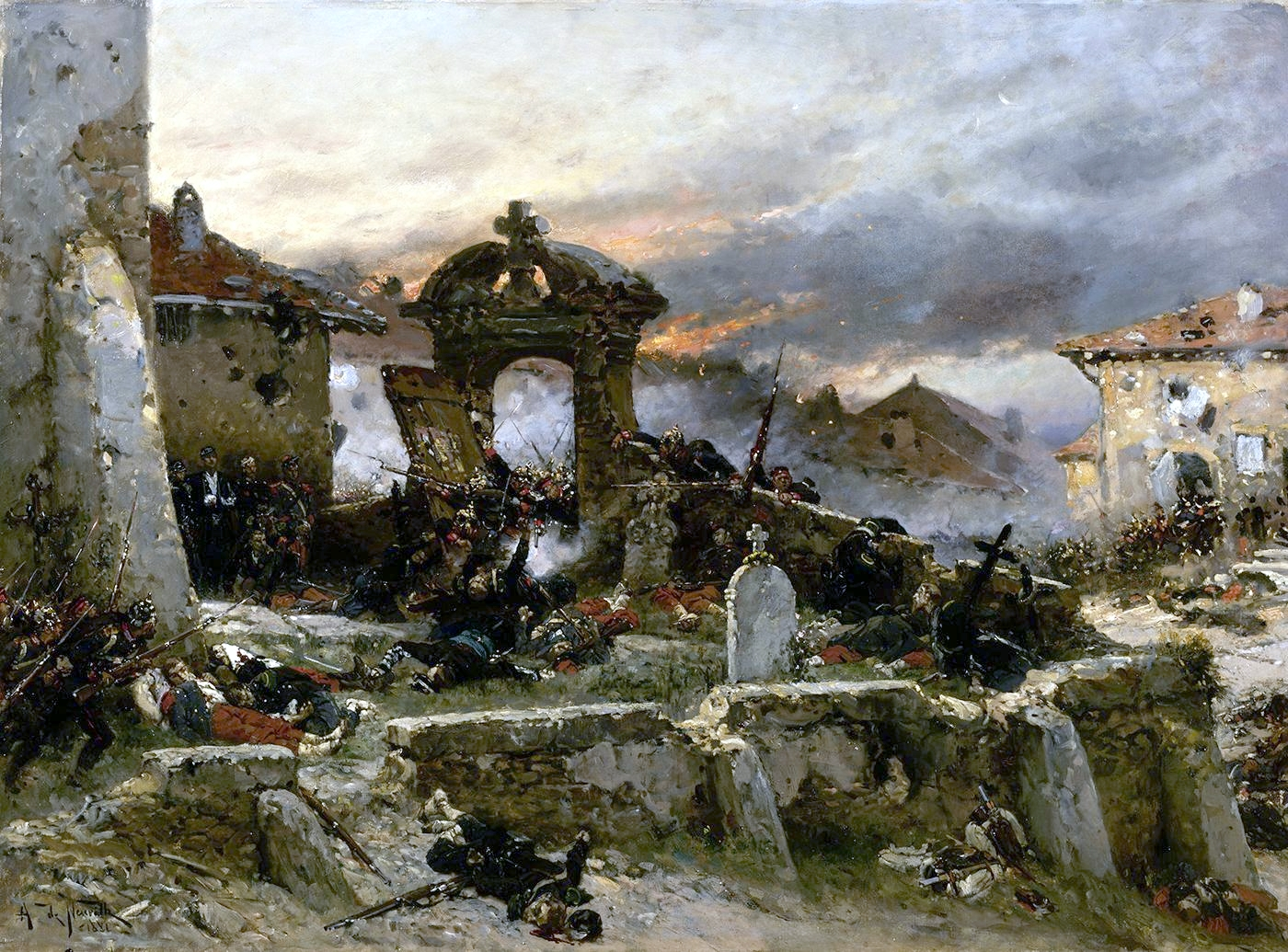
La bataille de Saint-Privat (18 août 1870) illustre les défaites françaises lors de la guerre franco-allemande de 1870.

L'apparition de la Vierge Marie à Pontmain, se situe dans le contexte de la Guerre franco-allemande de 1870. Les armées françaises sont défaites. Metz, la plus importante forteresse d'Europe, assiégée en août, a dû se rendre à l'ennemi en octobre, Paris est assiégé et ses habitants meurent de faim, le Second Empire est tombé, les troupes prussiennes et alliées occupent une grande partie du territoire français. Le 12 janvier 1871, les Prussiens prennent la ville du Mans et progressent vers l'ouest (donc vers la Mayenne), ils arrivent aux portes de Laval, la préfecture du département, distante d'une cinquantaine de kilomètres du village,.
Pontmain est un petit hameau de moins de cent habitants, avec une quinzaine de maisons, situé en plein bocage,. Les habitants sont « profondément catholiques », trois religieuses s'occupent de l'éducation (scolaire et religieuse) des enfants, ainsi que d'un petit pensionnat.
Outre les désordres liés à la guerre, une épidémie de typhoïde et de variole se déclenche dans la région.

### Récit de l'apparition

#### Le début de l'apparition

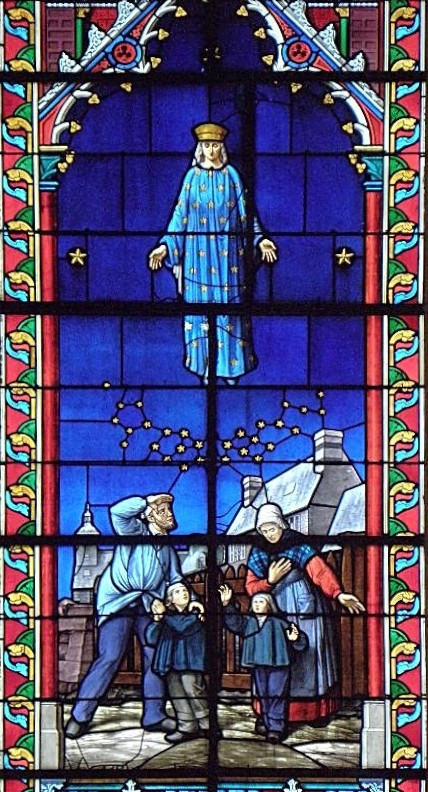
Début de l'apparition.

Dans la nuit du 17 janvier 1871, la neige couvre le hameau. Deux jeunes garçons, Eugène (12 ans) et Joseph Barbedette (10 ans), aident leur père à piler les ajoncs dans leur grange. Eugène sort de la grange pour « voir le temps » (il fait froid, la neige couvre les toits, mais le ciel est clair et étoilé). C'est alors qu'il déclare avoir aperçu au-dessus de la maison d'en face (maison Guidecoq), environ six mètres au-dessus du toit, une « belle dame » à la beauté incomparable et portant une robe bleue, qui le regarde en souriant, les mains tendues vers le bas. Il la regarde, et elle le regarde,,,.
La description qu'Eugène en donnera à l'abbé Richard est la suivante : elle portait « une robe bleue, comme un sarrau d'enfant ». Une robe d'une pièce du cou jusqu'aux pieds. « Elle avait des chaussons bleus comme la robe, et au milieu, un ruban d'or formait un nœud en forme de rosette ». La robe bleue est constellée d'étoiles d'or. Un voile noir cachait ses cheveux et ses oreilles, il recouvrait le tiers du front, retombait sur les épaules jusqu'à la moitié du dos. Sur la tête elle portait une couronne d'or, sans autre ornement qu'un petit liséré rouge, situé presque au milieu. La couronne était posée sur le voile et haute de vingt centimètres. Au pied de la dame, de nombreuses étoiles scintillent,,,.
L'enfant appelle une voisine, Jeannette Détais, venue rejoindre son père, pour lui demander si elle voit quelque chose, mais cette dernière lui avoue ne rien voir de spécial. Il appelle son père et lui pose la même question, et son père lui donne la même réponse. Mais son frère Joseph, lui, déclare voir « une grande et belle dame ». Le père des enfants « ne pouvant croire que ses enfants voyaient quelque chose que lui-même ne voyait pas », fait appeler sa femme et sa domestique pour regarder dans la direction de l'enfant, mais elles ne voient rien non plus. Il en conclut que les enfants mentent et ne voient rien. La famille rentre manger la soupe. Après le repas, les enfants retournent voir « si on la voit encore »,. Leur mère recommande aux enfants de prier. Comme « l'apparition se prolonge », on envoie chercher sœur Vitaline, une religieuse du village, membre des adoratrices de la Justice de Dieu, qui ne voit rien. Mais celle-ci retourne chercher trois pensionnaires de l'école, et deux des enfants, Françoise Richer (11 ans) et Jeanne-Marie Lebossé (9 ans), qui déclarent voir « la belle dame ». Leur description coïncide avec celle des garçons,,.

#### Premier tableau

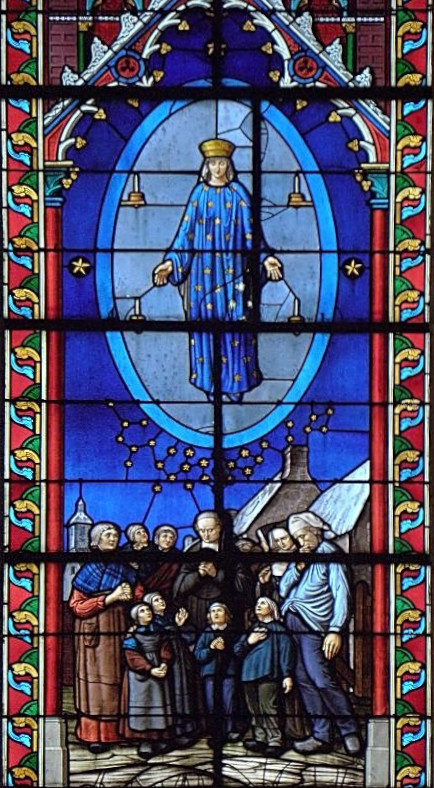
Premier tableau de l'apparition.

On appelle alors le curé et d'autres enfants. Toutes ces allées-venues attirent l'attention de villageois qui, malgré la nuit glaciale, viennent voir ce qui se passe, si bien qu'une cinquantaine de personnes se retrouvent rassemblées dans la rue. En plus des quatre enfants déjà cités, trois autres, Eugène Friteau (6 ans), Auguste Avice (4 ans) et Augustine Boitin (25 mois), déclareront avoir eux aussi vu la « belle dame ». À l'arrivée du curé, l'abbé Guérin, les enfants déclarent que l'apparition change, et qu'un grand cercle se forme autour de la belle dame. Le cercle est bleu et distant de 50 cm environ. Les enfants voient aussi quatre bougies apparaître dans le cercle : deux au niveau des genoux, et deux à hauteur des épaules. Une petite croix rouge (grande comme un doigt), apparaît sur la poitrine de la Vierge. Le curé demande alors à l'assistance de prier, et une des religieuses présente organise la récitation du chapelet,,,.

#### Second tableau
Durant la prière du chapelet, l'image se modifie : le cercle bleu s'agrandit ainsi que la dame, le nombre des étoiles (au pied de la dame) se multiplie, et sur la robe aussi les étoiles bougent et se multiplient, au point qu'un enfant ajoute « elle (la robe) est bientôt toute dorée ». La religieuse entonne ensuite le Magnificat, et les enfants disent qu'alors une grande banderole se déroule entre l'ovale et le toit de la maison, où s'inscrit lettre après lettre le message de la « Dame » : « Mais priez mes enfants ». Les enfants annoncent en chœur l'arrivée de chaque lettre, et l'assemblée reconstitue le message mentalement. Le curé enchaîne par le chant des litanies de la Vierge. Les enfants disent alors voir un complément au message s'afficher, toujours lettre par lettre :  « Dieu vous exaucera en peu de temps »,,,,.
Deux nouveaux chants sont entonnés, et la suite du message s'affiche sur le bandeau : « Mon Fils se laisse toucher ». Les enfants précisent que cette phrase est soulignée par un trait d'or,. À partir des mots « mon fils », l'assemblée estime que c'est bien la Vierge Marie qui est vue par les enfants,.

#### Troisième tableau

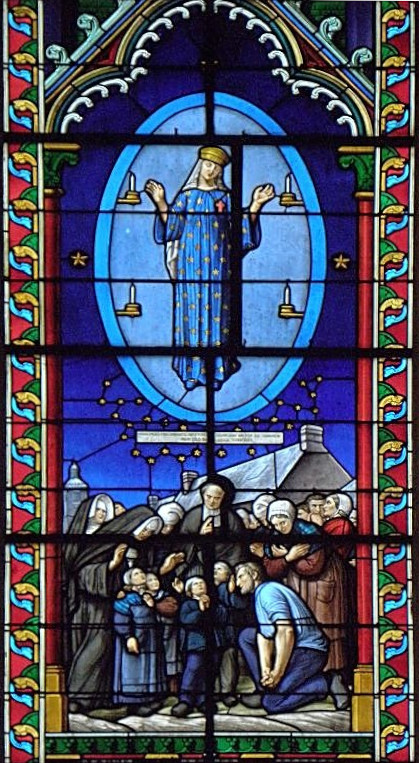
Troisième tableau.

Alors que l'assemblée entonne un cantique à la Vierge, les enfants disent que « la Vierge élève ses mains à la hauteur des épaules, et agite lentement les doigts », comme si elle accompagnait le chant du cantique, en regardant les enfants avec un sourire d'une douceur infinie. Les enfants s'écrient alors « Voilà qu'elle rit, voilà qu'elle rit »,.

#### Quatrième tableau

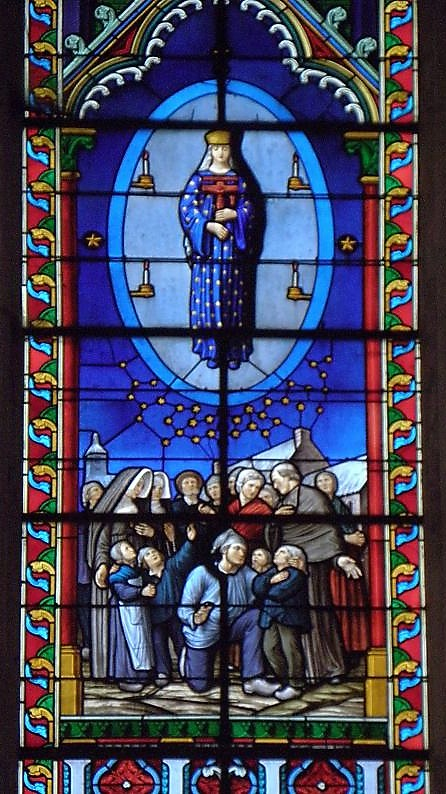
Quatrième tableau.

Après dix minutes, l'assemblée, toujours en prière, entonne un chant de pénitence, le Parce Domine (Épargne, Seigneur !). Les enfants déclarent que l'inscription disparaît, et que le visage de la Vierge s'assombrit. Une grande croix rouge, avec un Christ de la même couleur, apparaît devant la dame. Sur une branche horizontale de la croix, les mots de « Jésus Christ » sont inscrits. Elle, prend alors le crucifix dans ses mains, l'incline légèrement vers la foule, et porte son regard non plus sur la foule, mais sur la croix qu'elle tient dans ses mains. Une des étoiles, située sous la Vierge, se met alors en mouvement, venant rejoindre la première bougie, située à son genoux gauche, et l'allume (les bougies étaient alors « éteintes » jusque là), puis, elle remonte à la bougie située au niveau de l'épaule, l'allume à son tour, et successivement, allume les quatre bougies qui entourent la Vierge,,.
Joseph Barbedette, dans sa déposition au procès canonique, déclarera « Pendant tout le temps que la très sainte Vierge garda le crucifix dans ses mains, son visage n'a pas pleuré : nous n'avons pas vu les larmes rouler dans ses yeux ; mais, spécialement au coin de la bouche, le tremblement des lèvres qui manifeste une vive émotion. Les lèvres remuaient, semblant prononcer les paroles du cantique de pénitence, que l'on chantait à ses pieds, spécialement au refrain, du Parce Domine ».

#### Fin de l'apparition
À la suite de cela, et alors que le curé fait chanter le cantique Ave Maris Stella, les enfants indiquent que le crucifix disparaît, la Vierge reprend son attitude initiale, les bras tendus vers eux, qu'une petite croix blanche surmonte chacune de ses épaules, et que le visage de la Vierge s'illumine à nouveau d'un sourire. Le curé demande ensuite de faire la prière du soir. Durant cette prière, l'apparition se recouvre peu à peu d'un « grand voile blanc », qui, partant des pieds, recouvre peu à peu la Vierge. Finalement, son visage disparait, ainsi que le disque bleu et les bougies. Il est 21 h, l'apparition a duré trois heures. Les villageois rentrent alors chez eux,,.

### Les voyants
- Eugène Barbedette

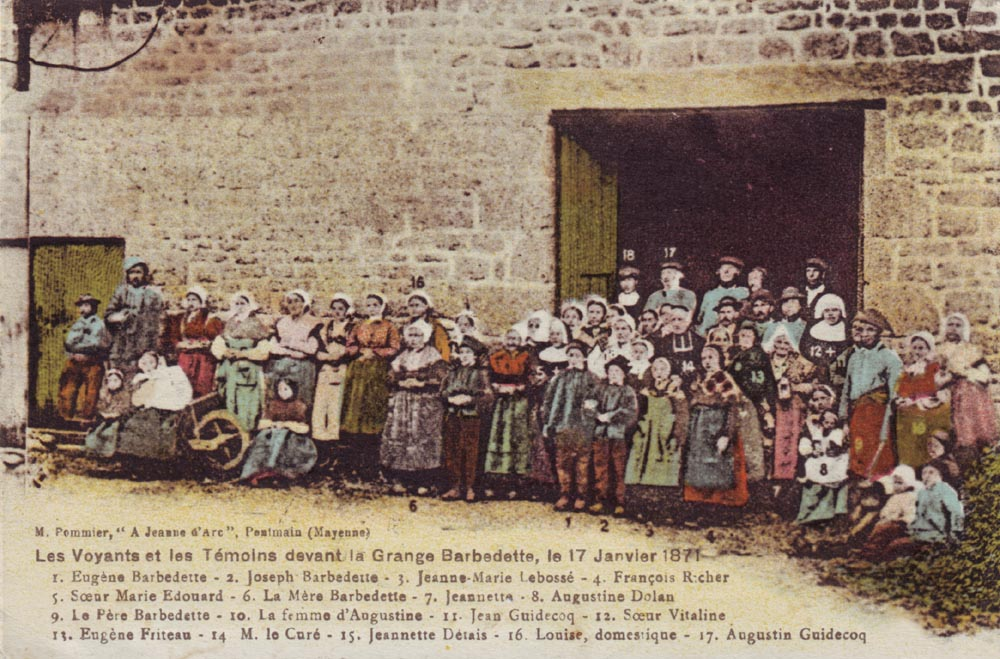
Témoins et voyants devant la grange Barbedette - 1871

Eugène Barbedette (1858-1927) devient curé de Châtillon-sur-Colmont.
- Joseph Barbedette

Joseph Barbedette (1860-1930) entre chez les Oblats de Marie-Immaculée, puis devient curé de Boulay-les-Ifs.
- Jeanne-Marie Lebossé

Jeanne-Marie Lebossé (1861-1933) entre au couvent chez les Sœurs de la Sainte-Famille de Bordeaux. Ayant témoigné avec « vivacité et assurance » avoir « vu la Vierge » (à l'age de 9 ans), elle se rétracte devant l'évêque de Laval en 1920, âgée de 49 ans, déclarant n'avoir vu que les étoiles dans le ciel et non pas les détails de l'apparition,. Cette rétractation tardive interroge les historiens. Après leur étude des déclarations, René Laurentin et Albert Durand ont estimé que Jeanne-Marie Lebossé a pu être victime de « l'illusion d'avoir menti », après avoir été assaillie par des doutes et des scrupules à l'adolescence et à l'âge adulte.
- Françoise Richer

Françoise Richer (1860-1915) devient domestique dans une famille de Bretagne, puis servante de presbytère, et meurt au service de l'abbé Eugène Barbedette (lui aussi voyant de l'apparition).
- Auguste Avice

Auguste Avice est âgé de 4 ans et demi lors de l'apparition. Il est dans les bras de son père lors de l'apparition et il lui dit voir la Vierge, comme les autres enfants. Son père lui demande de « regarder mais de ne rien dire ».
Il entre chez les Jésuites en 1881. Il ne devient pas prêtre, mais sert dans les missions de Chine, comme frère coadjuteur de la Compagnie de Jésus pendant 74 ans de vie religieuse. Son supérieur l'encouragea à garder le secret de sa vision. S'il reconnaitra (vers 1920), par écrit, avoir été témoin de l'apparition, il demandera à rester dans l'ombre. Il meurt le 25 janvier 1945.
- Eugène Friteau

Eugène Friteau a 6 ans lors de l'apparition. Il est infirme et porté par sa maman, enveloppé dans son châle, il décède le 4 mai suivant.
- Augustine Boitin

Augustine Boitin, 25 mois lors de l'apparition, est la cadette des voyants. Avec son vocabulaire très limité à quelques mots, elle ne sait dire, lors de l’apparition « Le Zésus ! le Zésus ! », en pointant son doigt vers le lieu de l'apparition. Yves Chiron fait remarquer que ce mot de Jésus n'a été employé par aucun autre enfant, « puisqu'il s'agit d'une dame ».

## Suites et conséquences de l'apparition

### Reconnaissance par l’Église

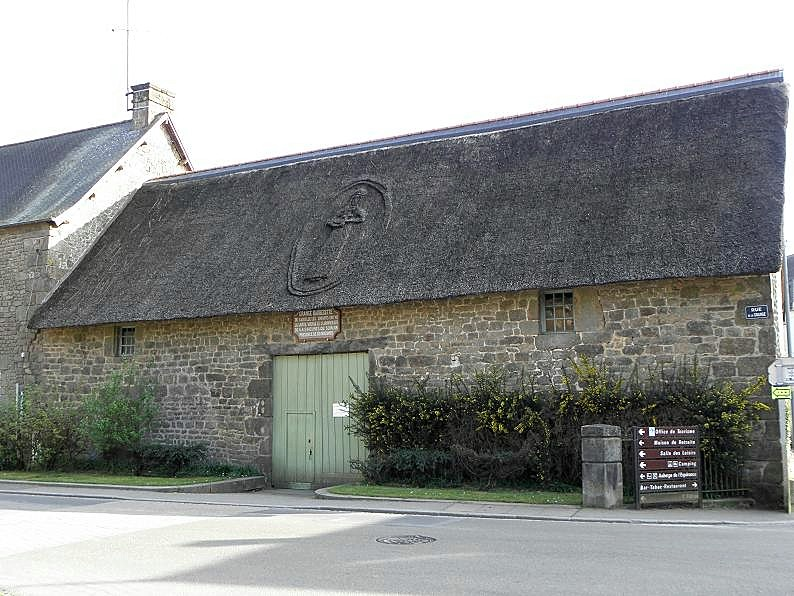
Grange où se trouvait le premier enfant voyant au début de l'apparition.

Contrairement aux apparitions mariales de Lourdes, cette apparition est « unique » (une seule apparition) et concerne plusieurs voyants, ce qui a « simplifié le travail historique et critique ».

#### Première enquête
À la suite de l'apparition, le curé du village est convaincu de la « véracité des affirmations des enfants ». Le lendemain, il interroge les enfants, en commençant par Jeanne-Marie Lebossé. Puis il écrit le jour même à son supérieur direct, l'abbé François Guérin, qui, très sceptique, se rend au village le 19, pour interroger séparément les enfants. D'après certains témoignages, il aurait conduit son interrogatoire « avec une certaine brusquerie », cherchant des failles et des contradictions dans leurs témoignages. Après son enquête, il juge les enfants sincères, et rédige un rapport favorable qu'il envoie à son supérieur ecclésiastique, Casimir Wicart, évêque de Laval.

#### Étude de l'abbé Richard
Un mois après les faits, les 21 et 22 février, l'abbé Aimable-Marie Richard, vient interroger à plusieurs reprises les voyants, et interroge longuement les habitants du village. Il rédige un récit complet des événements, qu'il lit ensuite aux voyants et aux habitants rassemblés sur le lieu même de l'apparition. Tous les participants reconnaissent la « restitution fidèle des événements », tout en soulignant quelques petites objections ou rectifications que l'abbé s'empresse d'apporter à son récit. Deux semaines plus tard, ce récit est publié sous le titre de « L'événement de Pontmain », avec l’imprimatur du diocèse de Laval. L'historiographie moderne qualifie « d'extrêmement  précis, fondé sur une double enquête, écrite puis orale, où il eut le souci de ne rien laisser dans l'ombre ». Ce court récit est la base de toutes les publications ultérieures réalisées sur ces événements.

#### Premier procès canonique
Casimir Wicart, évêque de Laval, ordonne une enquête sur les apparitions. Des interrogatoires préliminaires sont menés par le vicaire général ainsi que deux autres prêtres, puis, le 14 mai, l'évêque vient en personne interroger les quatre enfants ayant déclaré voir la « dame » (Joseph et Eugène Barbedette, Françoise Richer et Jeanne-Marie Lebossé). L'évêque interroge séparément les enfants, en leur ayant fait « prêter serment de ne dire que la vérité ». L'évêque est impressionné par les déclarations des enfants, et dira plus tard « rien de plus calme, rien de plus modeste, rien de plus net et de plus ferme que les déclarations faites ». Même s'il est personnellement convaincu de l'authenticité de l'apparition mariale, il met en place une nouvelle procédure canonique, afin de « de ne laisser place à aucune objection ». Les enfants sont soumis à l'examen de trois médecins, qui concluent à la « bonne santé physique et psychique des enfants », et excluent que la vision soit causée par une affection ophtalmologique, une illusion d'optique ou une hallucination. De nouveaux interrogatoires sont menés, et un complément d'enquête réalisé. Des « théologiens qualifiés » sont sollicités pour examiner les points difficiles du récit de l'apparition,,.
Enfin le 2 février 1872 (soit un an après les faits), l'évêque reconnaît l'authenticité de l'apparition : « Nous jugeons que l'Immaculée Vierge Marie, Mère de Dieu, a véritablement apparu le 17 janvier 1871, à Eugène et Joseph Barbedette, Françoise Richer et Jeanne-Marie Lebossé dans le hameau de Pontmain », et il approuve le culte de la Vierge de Pontmain,,.

#### Second procès canonique
En 1918, Eugène Grellier, demande au Saint-Siège de faire établir une messe et un office particulier pour Notre-Dame de Pontmain. Le Vatican lui demande la déclaration de reconnaissance de l'apparition à la suite du procès canonique de 1871. Une recherche dans les archives du diocèse permet de retrouver un certain nombre de documents, mais pas la déclaration officielle de la reconnaissance de l'apparition par l'évêque de Laval,. L'évêque ouvre donc un second procès canonique en 1919, profitant de ce que les quatre voyants sont toujours vivants.
Au cours de ce procès, un problème survient : il s'avère que l'un des voyants, Jeanne-Marie Lebossé, devenue religieuse, s'est rétractée de ses déclarations en confession. Cette information étant confidentielle (du fait du secret de la confession), se pose la question de savoir si l'on a le droit de la révéler au public,, ou même simplement à la commission d'enquête canonique. La crainte d'un « scandale », se pose également si le public apprenait la rétractation d'une des voyantes, et crainte d'un scandale encore plus grand s'il venait à être révélé fortuitement après les décisions canoniques de l'évêque et du Vatican. L'évêque tergiverse un moment, puis fait auditionner la religieuse, avec toutes les autorisations juridiques et religieuses nécessaires,. La religieuse témoigne donc devant la commission qu'elle confirme sa rétractation, et que son premier témoignage (d'avoir vu la Vierge) n'était nullement en collusion ou compromission avec les autres voyants. La commission d'enquête canonique conclut donc à la véracité et la sincérité des déclarations des trois autres voyants, et conclut à l'authenticité de l'apparition mariale. Ce second procès amène un jugement positif et une reconnaissance officielle par l'évêque Eugène Grellier le 16 avril 1920,,. L'évêché décide de garder le secret sur cette rétractation, demandant le silence à tous les membres. En 1963, Mgr Guilhem demande à René Laurentin de rédiger une histoire complète des apparitions, et lui ouvre pour l'occasion l'accès à toutes les archives, en lui révélant le « secret ». Celui-ci demande de publier l'information de cette rétractation et obtient l'autorisation de l'évêque. Après analyse de toutes les sources historiques, et confrontation critique, R. Laurentin remet en question la rétractation de la religieuse, en notant des incohérences dans ses déclarations lors de sa rétractation (par rapport aux déroulements des premières enquêtes), et il émet l'hypothèse d'une rétractation motivée par des scrupules (la peur d'avoir menti lors des premières auditions),.

#### Fête religieuse
La fête de Notre-Dame de Pontmain est célébrée le 17 janvier. Sa fête liturgique est inscrite au calendrier du diocèse de Coutances et Avranches.

### Fin de la guerre
Le lendemain de l'apparition, les derniers coups de canon sont entendus à seulement deux kilomètres de Laval. Les armées allemandes qui se préparaient à prendre Laval, se retirent sans donner l’assaut. Les troupes refluent et quittent le département trois jours plus tard. L'évêque de Laval dans sa reconnaissance officielle de l'apparition citera ces événements ainsi que l'annonce officielle de la signature de l'armistice, le 28 janvier, soit onze jours exactement après l'apparition, et le message lu par les enfants dans le ciel : « Dieu vous exaucera en peu de temps », l'évêque déclarant y voir « une concordance exacte des paroles et des événements ». Avant même la déclaration de l'évêque, la population locale voit dans ces mêmes événements un signe de la « protection de la Vierge », et un pèlerinage sur le lieu de l'apparition s'amorce dans les jours qui suivent l'apparition,,. Tous les jeunes du village partis faire la guerre, rentreront les uns après les autres, sains et saufs. Cet élément aussi sera interprété par la population locale comme un « signe de la protection de la Vierge »,.
Le 28 janvier, l'armistice est signé avec la Prusse (dont le roi a été proclamé empereur allemand le 18 janvier 1871). Les habitants de Pontmain et des alentours y voient une grâce de l'apparition, d'autant plus que les Prussiens ne sont pas entrés à Laval. Les pèlerins affluent alors à Pontmain.

## Reconnaissance et dévotion

### La basilique de Pontmain

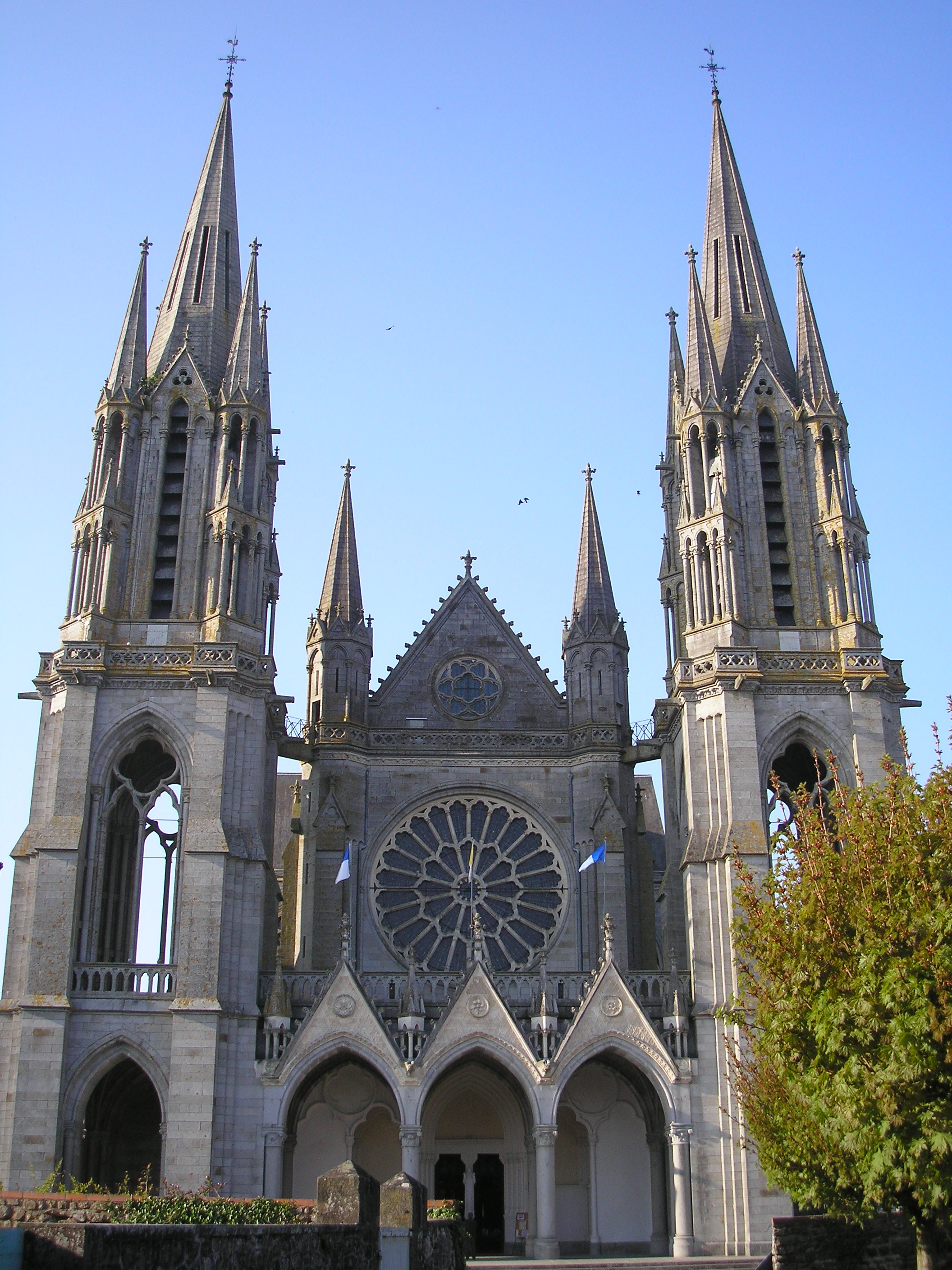
Basilique Notre-Dame de Pontmain.

Après le décès du curé du village, le père Guérin, l'évêque Casimir Wicart confie, le 29 mai 1872 aux missionnaires oblats de Marie-Immaculée le soin d'accueillir les pèlerins qui se rendent sur le lieu d'apparition, et d'y construire un sanctuaire. Casimir Wicart, évêque de Laval, pose la première pierre de l'église le 17 juin 1873, mais il meurt peu après. Ses successeurs suivent sa voie. L'église est achevée en 1890, mais elle n'est consacrée que le 15 octobre 1900 par Pierre Geay,.
Le 21 février 1905, le pape Pie X érige l'église au rang de basilique mineure.

### Le pèlerinage
Dès les premiers jours qui suivent l'apparition, avant même l'avis de l’Église sur l'authenticité ou non de l'apparition, des pèlerins se rendent sur le lieu pour y prier car ils voient dans le départ rapide des troupes allemandes du département (dans les jours qui suivent l'apparition), le signe de la protection de la Vierge. C'est pourquoi, immédiatement des pèlerinages spontanés s'organisent à Pontmain. L'abbé Richard dénombrera le 2 mars (soit un peu plus d'un mois après l'apparition), environ 400 pèlerins dans le village. Au printemps, on compte déjà entre trois et quatre mille personnes par jour.
À la suite de l'apparition et de sa reconnaissance canonique, l'abbé Guérin, curé de Pontmain, assure l'accueil des pèlerins avec  les religieuses de l'école. Mais après sa mort en 1872, l'évêque appelle les Missionnaires Oblats de Marie-Immaculée pour animer les premiers pèlerinages et prêcher dans la région. L'affluence des pèlerins à Pontmain a été rapide. Pour le premier anniversaire des apparitions, le 17 janvier 1872, on comptait déjà huit mille personnes. Venant d'abord du département, les pèlerins viennent progressivement de la France entière, puis de l'étranger.
Aujourd'hui, on compte environ 300 000 pèlerins par an et 4 000 (par jour) lors des grandes fêtes (comme l'Assomption),.

### Notre-Dame de Pontmain en France et dans le monde
La diffusion de la dévotion à Notre-Dame de Pontmain est importante dès la fin du XIXe siècle. Une statue de la Vierge, dans l'iconographie du quatrième tableau de l'apparition : vêtue d'une robe couverte d'étoiles, la tête inclinée, elle regarde la foule rassemblée, orne depuis 1872 le lieu de l'apparition, aujourd'hui le parvis de la basilique. Des reproductions individuelles pour les pèlerins comme des monumentales pour les églises et les calvaires sont produites de Quimper (Jeanne Levêque céramiste) à Paris, Maison Raffl (Jean-Baptiste Barré, sculpteur) entre autres.
Dans le département de la Mayenne mais aussi autour, Orne, Manche, Ille-et-Vilaine, rares sont les églises qui n'ont pas leur statue, leur chapelle ou leur vitrail de Notre-Dame de Pontmain et à vingt kilomètres aux alentours des croix au rouge caractéristique bordent les routes.
Dans la basilique de l'Immaculée-Conception de Lourdes une statue est placée depuis 1955 dans la chapelle Notre-Dame-des-Victoires du chœur. Une mosaïque de la chapelle du Cœur immaculé de Marie de la basilique du Sacré-Cœur de Montmartre, dont l'érection est liée à un vœu national contemporain de celui de Pontmain, représente entre autres Notre-Dame de Pontmain.